# Mocho'
El mocho'  ([mot͡ʃoʔ]), motozintleo o cotoque és una llengua maia del tronc q'anjo'bal parlada pels mochos al municipi de Motozintla, Chiapas, Mèxic. Una variant dialectal anomenada tuzanteco es parla a les localitats de Belisario Dominguez i Tuzantán. L'idioma mocho' és una llengua en greu perill d'extinció, perquè compta amb només 141 parlants segons el cens de l'INEGI de l'any 2010 (106 segons l'INALI).

## Classificació
El mocho' juntament amb el q'anjob'al i el jakaltek formen el grup lingüístic kanjobalan, i al seu torn, aquest pertany al tronc kanjobalan-chuj del tronc de llengües maies.

### Vocals
|              | Anterior       | Central        | Posterior      |
| ------------ | -------------- | -------------- | -------------- |
| Tancada      | i [i], ii [iː] |                | u [u], uu [uː] |
| Intermitjana | e [e], ee [eː] |                | o [o], oo [oː] |
| Oberta       |                | a [a], aa [aː] |                |

### Diftongs
Alguns diftongs que es presenten en moccho' són:
ay [aj]
ey [ej]
oy [oj]

## Text mostra
Una endevinalla en mocho'.

### En mocho'
¡A ke mu chelawitaa ch'in!

Jel ka'on tyakon si

juune' kuch mar is

xmajaka ti' bej.

Ja'e aqoqo.

### En català
¡A que no endevines, nen!

Si vas a tallar llenya,

un garrí molt fluix,

et buscarà en el camí.

El vesper.